# Ясень (Поморське воєводство)
Ясень (пол. Jasień, нім. Jassen) — село в Польщі, у гміні Чарна Домбрувка Битівського повіту Поморського воєводства.
Населення — 464 особи (2011).
У 1975-1998 роках село належало до Слупського воєводства.

## Демографія
Демографічна структура станом на 31 березня 2011 року:
|          | Загалом | Допрацездатний вік | Працездатний вік | Постпрацездатний вік |
| -------- | ------- | ------------------ | ---------------- | -------------------- |
| Чоловіки | 241     | 65                 | 158              | 18                   |
| Жінки    | 223     | 56                 | 125              | 42                   |
| Разом    | 464     | 121                | 283              | 60                   |